# David Stevenson (ingénieur)
Pour les articles homonymes, voir Stevenson et David Stevenson.
David Stevenson (11 janvier 1815 – 17 juillet 1886) était un ingénieur écossais qui réalisa plus d'une trentaine de phares.

## Biographie
Fils de Robert Stevenson et frère d'Alan et Thomas Stevenson, tous concepteurs de phares, il réalisa de nombreux phares entre 1854 et 1880 en collaboration avec son frère Thomas. En outre, il aida Richard Henry Brunton à la conception de phares pour le Japon, capables de résister aux tremblements de terre. Ses fils David Alan et Charles Alexander poursuivirent ses travaux après sa mort, bâtissant près de trente phares de plus. Il était l'oncle de l'écrivain Robert Louis Stevenson.

## Phares réalisés
- Whalsay Skerries (1854)
- Skerries extérieures (1854)
- Muckle Flugga (1854)
- Davaar (1854)
- Ushenish (1857)
- South Rona (1857)
- Kyleakin (1857)
- Ornsay (1857)
- Sound of Mull (1857)
- Cantick Head (1858)
- Bressay (1858)
- Ruvaal (1859)
- Corran Point (1860)
- Pladda (1860)
- McArthur's Head (1861)
- St Abb's Head (1862)
- Butt of Lewis (1862)
- Holburn Head (1862)
- Monach Islands (1864)
- Skervuile (1865)
- Auskerry (1866)
- Lochindaal (1869)
- Scurdie Ness (1870)
- Stour Head (1870)
- Dubh Artach (1872)
- Turnberry (1873)
- Chicken Rock (1875)
- Lindisfarne (1877, 1880)

## Publications
- Sketch of the civil engineering of North America, John Weale, London, 1838 (1re édition (lire en ligne)
- Extrait et traduction par H. C. Emmery de, Amérique du Nord - Sur les ports, la navigation des lacs et des rivières, sur les bateaux à vapeur, sur les canaux, routes et chemins de fer, sur les ponts, phares et autres travaux exécutés dans ce pays, dans Annales des ponts et chaussées. Mémoires et documents relatifs à l'art des constructions et au service de l'ingénieur, 2e semestre 1839, p. 141-226 (lire en ligne), planche CLXXVI, CLXXVII (lire en ligne)
- A Treatise on the application of marine surveying & hydrometry to the practice of civil engineering, Adam and Charles Black, Edinburgh, 1842 (lire en ligne)
- Remarks on the Improvement of Tidal Rivers, John Weale, London, 1845 (lire en ligne)
- Canal and river engineering: being the article "Inland navigation", from th eighth edition of the Encyclopædia Britannica, Adam and Charles Black, Edinburgh, 1858 (lire en ligne)
- Sketch of the civil engineering of North America, John Weale, London, 1859 (2e édition (lire en ligne)
- Lighthouses, Adam and Charles Black, Edinburgh, 1864 (lire en ligne)
- Life of Robert Stevenson, civil engineer, Adam and Charles Black, Edinburgh, 1878 (lire en ligne)
- On the Reclamation and Protection of Agricultural Land, Adam and Charles Black, Edinburgh, 1874 (lire en ligne)

## Sources
- (en) Cet article est partiellement ou en totalité issu de l’article de Wikipédia en anglais intitulé « David Stevenson (engineer) » (voir la liste des auteurs).